# Скаполо, Кристиано
Кристиано Скаполо (итал. Cristiano Scapolo; род. 5 октября 1970, Варезе, Ломбардия) — итальянский футболист, выступающий на позиции полузащитника.

## Карьера
Кристиан начинал играть в молодёжном команде «Лавено-Момбелло», затем перешёл в миланский «Интер». Со временем, Скаполо стали привлекать в основной состав клуба, и 4 февраля 1990 года дебютировал в Серии A при тренере Джованни Трапаттони игрок дебютировал за «нераддзури», в мачте «Интер» — «Асколи» (0:0). Однако, это была первая и последняя игра полузащитника за миланский клуб. Затем он отправился в «Виченцу», играющую в Серии C1, где он пробыл два сезона. Через пару сезонов отправился в «Равенну», выиграв историческое для клуба повышение в серию Bпод руководством Франческо Гвидолина. В следующем году он переехал в «Аталанту», с которым он играл в Серии B, а затем с командой добился повышения до высшего дивизиона.